# Religioni in Lesotho
Il cristianesimo è la religione più diffusa in Lesotho. Secondo una statistica del 2014, i cristiani rappresentano il 96,2% della popolazione e sono in maggioranza protestanti; l'1,4% della popolazione segue altre religioni (comprese le religioni africane tradizionali), il 2,3% non segue alcuna religione e lo 0,1% della popolazione non specifica la propria affiliazione religiosa. Una stima dell'Association of Religion Data Archives (ARDA) riferita al 2020 dà i cristiani al 92,1% circa della popolazione e coloro che seguono altre religioni al 7,6% circa della popolazione, mentre lo 0,3% circa della popolazione non segue alcuna religione.

## Religioni presenti

### Cristianesimo
Secondo la citata statistica del 2014, i protestanti rappresentano il 47,8% della popolazione, i cattolici il 39,3% della popolazione e i cristiani di altre denominazioni il 9,1% della popolazione.
Fra i protestanti lesothiani, il gruppo più numeroso è costituito dai pentecostali, seguito dagli evangelici (rappresentati principalmente dalla Chiesa evangelica del Lesotho); sono inoltre presenti gli anglicani, i metodisti, i battisti e gli avventisti del settimo giorno. 
La Chiesa cattolica è presente in Lesotho con una sede metropolitana e tre diocesi suffraganee. 
Fra i cristiani di altre denominazioni, sono presenti la Chiesa di Cristo, la Chiesa cristiana di Sion, i Testimoni di Geova e la Chiesa di Gesù Cristo dei Santi degli Ultimi Giorni (i Mormoni). 

### Religioni africane
La religione africana tradizionale del Lesotho è basata sulle credenze del popolo Basotho. Analogamente ad altre religioni indigene animiste, i Basotho credono in una divinità suprema (chiamata Modimo), in divinità intermedie e negli spiriti; in particolare è importante il culto rivolto agli spiriti dei propri antenati, che fanno da intermediari con la divinità e proteggono i loro discendenti. La religione tradizionale è spesso praticata insieme al cristianesimo, creando una forma di sincretismo religioso.

### Altre religioni
In Lesotho sono inoltre presenti piccoli gruppi di seguaci del bahaismo, dell'islam e dell'induismo.